# Vieillevie
Vieillevie é uma comuna francesa na região administrativa de Auvérnia-Ródano-Alpes, no departamento de Cantal. Estende-se por uma área de 9,73 km². Em 2010 a comuna tinha 114 habitantes (densidade: 11,7 hab./km²).